# Meteorización física

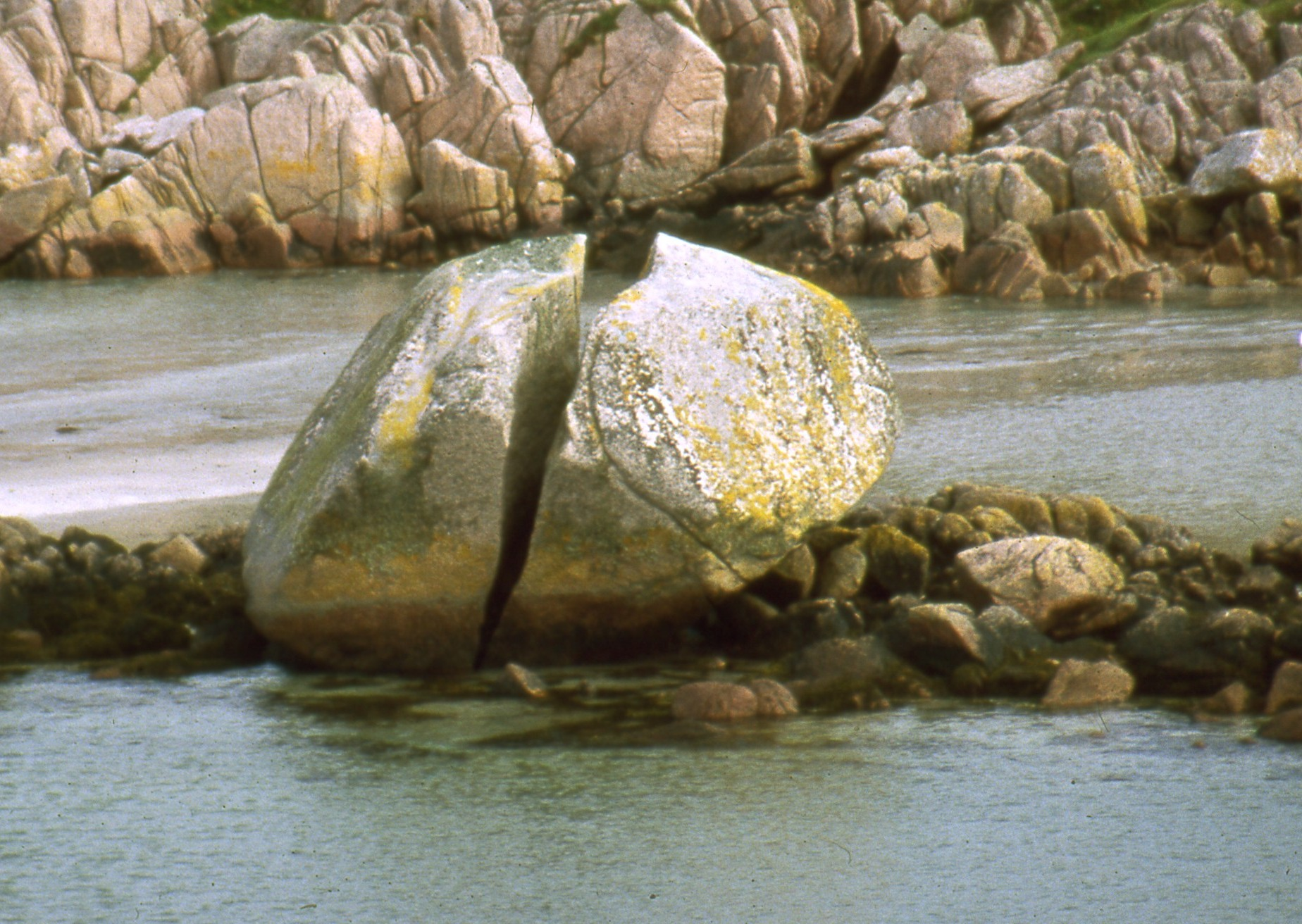
Gran bloque de granito fracturado, probablemente por gelifracción, en Escocia.

La meteorización física/mecánica es la disgregación de las rocas en fragmentos cada vez más pequeños que conservan cada una de las características del material original; el resultado final son muchos fragmentos pequeños procedentes de uno grande. Las principales causas de este proceso son los cambios de temperatura, humedad y actividad biológica. Tras la meteorización física, los fragmentos formados quedan expuestos a la acción de la meteorización química.
Las rocas permanentes a profundidad, dentro de la litosfera y desde luego, elevadas a altas presiones, salen a la superficie y se descomprimen, debido a la pérdida de carga que se transmite a la roca, generando la ruptura de la misma y conservando sus propiedades químicas.
En el lajamiento también consiste en una estructura de losas arqueadas de hasta 10 m de potencia y se considera 0,2 m como espesor mínimo. El lajamiento corta las estructuras del substrato y, por consiguiente, postdata la consolidación de la roca afectada. Se encuentran en la mayoría de los ambientes climáticos.

## Crioclastia
También llamado gelivación o gelifracción. Este proceso tiene lugar en zonas periglaciares, cuando debido a su congelación, el agua aumenta su volumen hasta en un 9 % y se hiela en un espacio reducido ejerciendo presión sobre una roca encajante, y dando paso a la rotura de la misma una vez que se supera la resistencia de la tensión.

## Termoclastismo
Este tipo de Meteorización física es común en ambiente semiáridos. El calor creado por la radiación solar o el fuego, crea una variación de temperatura de las rocas, y da paso a dilataciones y contracciones que pueden llegar a crear una ruptura de la roca. Cuando la meteorización es causada por la radiación solar, se denomina meteorización por insolación, mientras que si es creada por acción de fuego, se denomina choque térmico.

## Hidroclastismo
Las rocas están sometidas a ciclos de humedecimiento y secado, que producen efectos disruptivos. Esta acción desintegradora inducida por el agua crea una desintegración por descamación superficial y fracturación de la roca, comúnmente a lo largo de los planos de fisibilidad existentes.

## Haloclastismo
Las sales de elevada solubilidad comunes en los desiertos y acumuladas a depresiones lacustres o sobre rocas y sedimentos; generalmente poseen tonalidades fluorescentes y blancas, y se precipitan en los espacios porosos de las rocas. La precipitación, acompañada de los cambios debidos a la actividad de procesos físicos y químicos de las propias sales, crean expansiones volumétricas que conducen a la desintegración de las rocas.

## Temperatura
Dependiendo de los coeficientes de dilatación y absorción de los minerales por la acción de los rayos del sol, se producen al calentarse unas diferencias de tensión en su estructura. Por ejemplo, los materiales oscuros absorben más calor que los claros, especialmente en las regiones desérticas y de alta montaña, en donde las altas variaciones de temperatura día/noche imprimen a las rocas fuertes contracciones y dilataciones, que culminarán a la larga con la generación de fisuras y su fragmentación. Cuanto más pequeños sean los fragmentos más fácilmente serán transportados por agentes como el viento.

## Agua

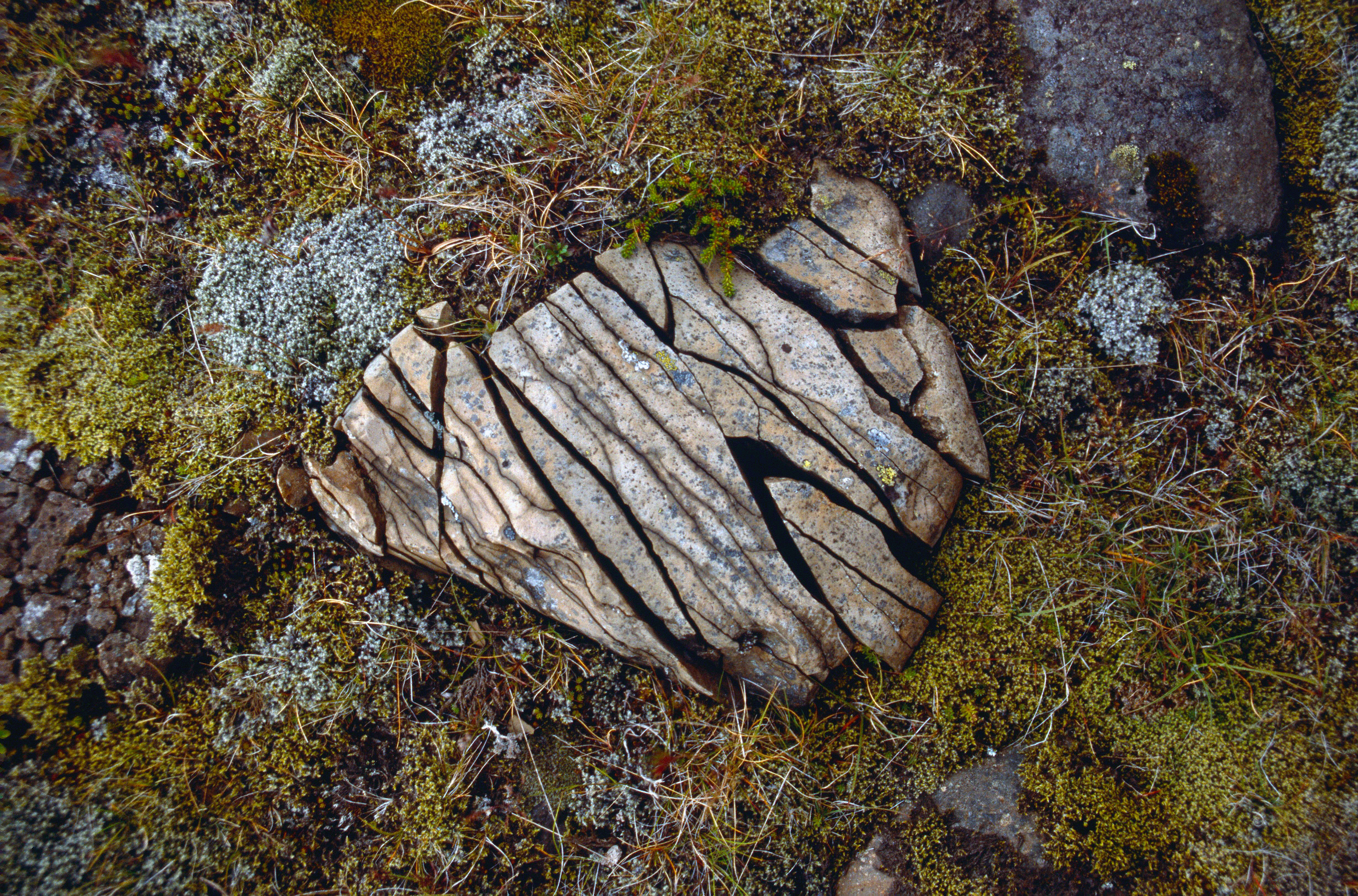
Meteorización por congelación y descongelación de una roca en el sur de Islandia

El agua en estado líquido tiene influencia en la meteorización física de las rocas, sin embargo transformada en hielo en el interior de las fisuras puede acortar en gran medida este proceso. En el periodo de unas pocas horas el hielo puede abrir grietas en las rocas superficiales y exponerlas a una acción acelerada de otros agentes.
Cuando las rocas asoman a las capas más superficiales de la corteza terrestre, presentan unas grietas o fisuras (en bloques o placas) llamadas diaclasas, resultado de la acción expansiva que manifiestan al reducirse la compresión a que están sometidas en el interior de la corteza. Cuando el agua de lluvia o procedente de los deshielos penetra en el interior de estas grietas, queda sometida a otro efecto expansivo cuando la temperatura desciende por debajo de los 0 °C.
Como se sabe, cuando se forma hielo el volumen inicial del agua aumenta hasta un 9 %, lo que ejerce presiones en el interior de la grieta que superan los 2000 kilogramos por cada centímetro cuadrado. El resultado es la llamada gelivación o gelifracción, consistente en la descamación de la roca que tras la rotura culmina con la fragmentación; si la roca es muy porosa como para que el agua pueda empaparla bien, entonces su disgregación puede llegar a tener consistencia granular.
Como resultado de la gelivación se originan por gravedad depósitos fragmentarios, que pueden observarse acumulados en laderas y paredes denominados pedrizas o pedreras, o gleras o canchales si se trata de fragmentos angulosos.

## Actividad biológica
La actividad biológica también actúa en la disgregación mecánica de las rocas, aunque lo hace siempre en una segunda fase. Por ejemplo, cuando las rocas ya presentan fisuras éstas pueden ser ocupadas por las raíces de los árboles, que imprimen presión conforme crecen y aumentan de volumen. La presión ejercida por las raíces no es comparable a la del hielo (no es mayor de 15 kg por centímetro cuadrado), pero puede ser suficiente para generar rotura y desprendimiento de rocas, las cuales quedarán después a merced de otros agentes.